# Akesufu Xiang
Akesufu Xiang (kinesiska: 阿克苏甫乡, 阿克苏甫) är en socken i Kina. Den ligger i den autonoma regionen Xinjiang, i den nordvästra delen av landet, omkring 290 kilometer söder om regionhuvudstaden Ürümqi.
Genomsnittlig årsnederbörd är 75 millimeter. Den regnigaste månaden är juni, med i genomsnitt 29 mm nederbörd, och den torraste är oktober, med 1 mm nederbörd.